# Dionigi Panedda
Dionigi Panedda (Bitti, 15 ottobre 1916 – Olbia, 1º settembre 1989) è stato uno storico e presbitero italiano.

## Biografia
Nacque a Bitti (Nuoro) ma trascorse buona parte della sua vita ad Olbia. Si laureò in lettere classiche presso l'Università La Sapienza di Roma. Entrò nel seminario arcivescovile di Tempio, dove decise di far parte della congregazione dei Salesiani. Questa scelta lo portò in Piemonte, a Torino, Lanzo e poi a Terni. 
Negli anni Cinquanta decise di abbandonare il sacerdozio pur mantenendo saldissima la propria fede.
Insegnante, studioso di storia e archeologia, ha pubblicato numerosi libri sulla storia di Olbia e della Gallura,  tra cui Olbia nel periodo punico e romano e Il Giudicato di Gallura: curatorie e centri abitati.

## Opere
- Olbia nel periodo punico e romano, Roma, 1953
- Olbia attraverso i secoli, Cagliari, Fossataro, 1959
- Il Giudicato di Gallura: curatorie e centri abitati, Sassari, Dessì, 1978
- L'agro di Olbia nel periodo preistorico, punico e romano, Sassari, Delfino, 1987
- Olbia e il suo volto, Sassari, Delfino, 1989
- I nomi geografici dell'Agro Olbiese: toponimi dei territori comunali di Golfaranci, Loiri, Portosanpaolo, Telti, Olbia, Sassari, Delfino, 1991
- Esili sciolti steli, raccolta di liriche
- Sardi asfodeli, raccolta di liriche
- Prodigio a Portorotondo, raccolta di novelle

| Controllo di autorità | VIAF (EN) 26907383 · ISNI (EN) 0000 0001 1469 4988 · SBN CFIV111376 · BAV 495/122248 · LCCN (EN) nr88006610 · GND (DE) 143413449 |